# Assemblea legislativa del Manitoba
L'Assemblea legislativa del Manitoba (in inglese: Legislative Assembly of Manitoba, in francese: Assemblée législative du Manitoba) è l'organo legislativo della provincia canadese di Manitoba. Si riunisce nell'Edificio del Parlamento a Winnipeg.
L'assemblea legislativa è composta da 57 membri eletti a maggioranza in altrettanti collegi. Il leader del partito di maggioranza è anche il premier del Manitoba e dirige il governo noto come consiglio esecutivo.
I tre compiti principali dell'Assemblea legislativa sono l'emanazione di nuove leggi, l'approvazione del bilancio statale e la supervisione del governo.
Il lavoro legislativo si svolge in 11 comitati. 
A partire dal 14 dicembre 2019, l'Edificio del Parlamento è stato illuminato con 300.000 luci a LED per 150 giorni in onore del 150º anniversario della provincia.

## Rappresentanti ed elezioni
I rappresentanti sono eletti per rappresentare il loro intero collegio elettorale a causa del sistema uninominale secco (first-past-the-post) utilizzato in Manitoba. Possono votare tutti i cittadini canadesi di età pari o superiore a 18 anni che hanno vissuto in Manitoba per almeno sei mesi.
Le elezioni più recenti si sono tenute il 10 settembre 2019, quando il Partito Conservatore Progressista è diventato il partito più numeroso.